# .me
.me è il dominio di primo livello nazionale assegnato al Montenegro.
Sono stati registrati numerosi domain hack, tra cui il sito ufficiale del film Cattivissimo me.

## Domini di secondo livello
Sono disponibili i seguenti domini di secondo livello:
- net.me
- org.me
- co.me
- its.me
- priv.me